# Hrasztovica vára
Hrasztovica vára egy középkori várrom Horvátországban, a Petrinyához tartozó Hrasztovica település határában.

## Fekvése
A romok a mai Hrasztovicától nyugatra, a Cepeliš-hegy északi lejtőjén találhatók az egykori Szentlélek templom maradványaival.

## Története
Hrasztovica a 12. és 13. században a Babonićok tulajdonát képezte, a 13. és 14. században pedig a zágrábi püspökök kezében volt.  A vár a 13. században épült, 1326-ban „castrum Hrasztovicza” néven említik először. Tulajdonképpen kettős vár volt, mely valószínűleg Babonićok és a zágrábi püspökök átmeneti kettős hatalmának következtében alakult ki. A püspökök egészen a 16. század közepéig birtokták Hrasztovicát, amikor a török fenyegetés hatására már nem volt erejük fenntartani a vár szükséges katonai létszámát, így a várat a határőrök védelmére bízták. A horvát parlament előtt sokszor szóba került Hrasztovica megerősítése.
Ez idő alatt egy polgárjogokkal rendelkező mezőváros élte életét a vár alatt. Markolinović hrasztovicai bíró csak 1572-ben vitte el a Szentlélek plébániatemplom értékeit a zágrábi székesegyház kincstárába megőrzésre. Soha egyetlen hrastovicai bíró sem tért vissza ezekért a kelyhekért. Miután Szlavónia megszabadult a törököktől, Hrasztovicát új plébániáknak rendelték alá.
A középkori Hrasztovica nagy területet foglalt el Cepeliš északi lejtőjén, egykori falainak nyomai ma is láthatók. Két várból, az alattuk fekvő, falakkal és tornyokkal körülvett településből, a keleti külvárosból és a településtől nyugatra található ferences kolostorból állt. Meg kell még említeni a Taborištében álló Szent Péter kápolnát, valamint a Hrasztovicától keletre, a mai Hrastovicától keletre, a Jabukovac felé vezető út felett fekvő Varošt.
Hrasztovica és környéke a késő középkori városi élet területe volt hatalmas hűbéruraival, a Babonićokkal, a zágrábi püspökökkel és alattvalóikkal. A 15. században azonban az itteni életet egyre inkább a török portyák elleni védekezés határozta meg. A hrasztovicai erődítményeket a 16. század folyamán bővítették és megerősítették. Erről a horvát szábor irataiban átfogó dokumentáció található. Ennek ellenére a hrasztovicai erődítmények már nem tudtak ellenállni az egyre növekvő török támadásoknak és a hadviselés új módjainak. Hrasztovicát lebontották és elhagyták, helyette pedig Károlyárost, Petrinyát és Sziszeket erősítették meg.

## A vár leírása
Hrasztovica a Cepeliš-hegy északi lejtőjén helyezkedett el, amelyet délről egy nagyon meredek lejtő határolt, amely a geológiai rétegek nyíródásával keletkezett. E lejtő felett helyezkedtek el Felső (Gornja)- és Alsó (Donja)- Hrasztovica várai, melyek egyúttal meghatározták a település félkör alakú tornyokkal erősített védőfalainak helyét. A településre két kaputornyon át lehetett bejutni, melyek a keleti és a nyugati oldalon álltak. A keleti oldalon egy csaknem ugyanekkora sáncokkal védett külváros volt, melynek bejárata a Duboki jarak nevű vízfolyás szurdokának kezdeténél volt. A külváros bejárata előtt a keleti oldalon volt egy falazott védmű és egy árok húzódott, míg az északi oldalt paliszádfal, valamint a déli oldalon a meredek lejtő védte. 
Ma az egykori külvárosok helye szőlőültetvényekkel van betelepítve. Külön meg kell említeni a régi Hrasztovica területének jelenlegi állapotát: mindent benőtt a fű, a gyom és a bozót. Az elmúlt években különösen a Banovina szerb megszállása alatt sűrű növényzet nőtt, mert senki sem ment oda, hogy művelje a földet. A település keleti bejáratát egy téglalap alaprajzú torony tette hangsúlyossá, amelyből ma is több falrész látható. A bejáratot valószínűleg már a régebbi idők óta védte egy árok, amelynek az erődítések északkeleti részén még mindig sok nyoma található. A keleti bejárattól a védőfal felfelé, az Alsóvárig húzódott. A keleti bejárat mellett találhatók az egykori Szentlélek plébániatemplom romjai.
A fal és az árok nyomaiból ítélve a nyugati oldal bejárata sokkal összetettebb volt, ugyanakkor a Felsővárral együtt jó védelmet nyújtott. A Duboki jarak szurdoka mentén a lejtő fölötti gerinc tovább emelkedett nyugat felé, egészen a Felsővár fölé. Valószínűleg gerincnek ezt a részét is meg kellett erősíteni a megfelelő faépítményekkel és akadályokkal. Ezt az oldalt további árkok keresztezték, amelyek nyilvánvalóan megnehezítették az ellenségnek a vár megközelítését. Úgy tűnik, hogy ezt a részt a ferences kolostor viszonylagos közelsége miatt Kloštarnak (kolostor) hívták.
Az Alsóvárat (Donja Hrastovicát) 1584-ben hagyták el, majd felégették és megsemmisítették, hogy megakadályozzák a török támaszpontot létesítsen benne. A korabeli források leírják a megsemmisítésének a módját is: a várat Hrasztovica lakóinak elhagyott házaiból származó fával töltötték meg, és mindent felgyújtottak. A magas hőmérséklet tönkretette a falakat is. Ekkor pusztult el maga Hrasztovica városa, a polgárok házaival és a település körüli erődítményekkel együtt. Ma az Alsóvárból csak egy kúp alakú csúcs látszik, a régi várból semmi sem maradt, bár alapjai valószínűleg megtalálhatók a föld alatt. A felszínen csak néhány kő- és téglatöredék beszél egykori várról.
A Felsővár szintén rossz állapotban maradt fenn, ráadásul egy része a védőtorony nagy részével együtt leomlott a lejtőn. A torony falának szerkezetében „halszálka” falazási technika látható, amely sok 13. és 14. századi profán épület jellemzője. Ezenkívül az északi oldalon egy ajtókerettel és egy hengeres féltorony nyomával ellátott fal látható. Amikor 1584-ben az Alsóvárat lebontották megemlítik, hogy a Felsővár csak egy hengeres téglatorony volt, amelyhez az ellenség könnyen hozzáférhetett, így árokkal és palánkkal kellett védeni, hogy az őrök nagyobb biztonságban lehessenek benne. Ma már tudjuk, hogy ez a hengeres torony valójában sokszög alaprajzú volt és volt ott egy féltorony is, melynek a kerületén mély árok épült. Valószínűleg azzal, hogy Hrasztovica kettős várát eggyé, a Felsővárra redukálták, megváltoztatták a védekezés feltételeit, mely belülről, az egykori település területéről kiszolgáltatottá vált. Úgy tűnik, hogy már soha nem hajtottak végre további erődítést, mivel a Felsővár is hamarosan elesett.